# Dolichoderus beccarii
Dolichoderus beccarii är en myrart som beskrevs av Carlo Emery 1887. Dolichoderus beccarii ingår i släktet Dolichoderus och familjen myror. Inga underarter finns listade i Catalogue of Life.